# 沁水县石塔
沁水县石塔，位于山西省晋城市沁水县城东70公里玉溪村东庙墙根，是中华人民共和国山西省文物保护单位之一。
1986年8月18日，授予山西省文物保护单位，是一座古建筑及历史纪念建筑物。